# Université catholique d'Angola
L'université catholique d'Angola (en portugais : Universidade Católica de Angola ou UCAN) est une université privée angolaise dont le siège est situé à Luanda, la capitale du pays.

## Organisation
L'UCAN est composée de cinq facultés : 
- Faculté de sciences humaines
- Faculté de droit
- Faculté d'économie
- Faculté d'ingénierie
- Faculté de théologie